# Alcoutim
Alcoutim (aɫko(ou)'tĩ) è un comune portoghese di 3 770 abitanti situato nel distretto di Faro.

## Società

### Evoluzione demografica
| 1801 | 1849 | 1900 | 1930 | 1960 | 1981 | 1991 | 2001 | 2004 |
| 7014 | 7045 | 9306 | 9124 | 9288 | 5262 | 4571 | 3770 | 3411 |

## Freguesias
- Alcoutim
- Giões
- Martim Longo
- Pereiro
- Vaqueiros